# Iglesia de San Sernín (Nagol)
La iglesia de San Sernín (en catalán, església de Sant Serni) del pueblo de Nagol, en la parroquia de San Julián de Loria, en el Principado de Andorra, es una templo religioso de culto católico, bajo la advocación de San Sernín.

## Historia
Se sabe que la iglesia fue edificada en el siglo XI porque en los Archivos Nacionales de Andorra se conserva el acta de su consagración, fechada en 1055 y realizada por el obispo Guillem Guifredo de Seo de Urgel.

## Descripción
Es un templo de estilo románico, erigido sobre un peñasco, sin cimentación.
Edificio de dimensiones reducidas, construido con sillares de dimensiones considerables y casi sin tallar, presenta una única nave de planta rectangular, rematada en un ábside semicircular con dos ventanas y campanario de espadaña sobre el hastial de los pies de la nave.
La entrada a la iglesia se efectúa a través de un porche de época posterior y de una puerta de arco de medio punto, junto a la que se encuentra una pila de agua bendita construida en granito.
En su interior conserva una cruz románica así como dos retablos góticos dedicados al santo titular y a San Martín. Pero sobre todo son especialmente interesantes sus pinturas murales, descubiertas en 1976 y que se conservan en las paredes del presbiterio y el arco triunfal. Representan figuras de santos sin identificar, ángeles adorando al Agnus Dei, a San Miguel venciendo a un dragón o serpiente y un arcángel vestido al modo bizantino.
La importancia de este conjunto pictórico radica en que se trata de las pinturas murales románicas más antiguas del Principado de Andorra, contemporáneas del periodo de construcción de la iglesia.

## Visita
La iglesia es accesible mediante visita guiada previamente concertada. Durante los meses de julio y agosto suele estar abierta en horarios de mañana y tarde; el resto del año, solamente durante el transcurso de los servicios religiosos que se celebran en ella.